# Савуто (река)
Саву́то (итал. Savuto; лат. Sabutus, Kalabros) — река в Южной Италии.
Длина — 50 км. Площадь водосборного бассейна — 404 км². Течёт по территории провинций Козенца и Катандзаро в области Калабрия. Начинается на высоте около 1300 м над уровнем моря от одноимённых родников в горном массиве Ла-Сила-Пиккола Калабрийских Апеннин, на территории коммуны Априльяно. В верхней половине течёт преимущественно на запад, ниже Марци преобладающим направлением течения становится юго-запад. Впадает в Тирренское море западнее Ночера-Теринезе.
Во времена Античности называлась Сабат (лат. Sabatus), в устье которой находился древний греческий город Темеса.
В долине реки много мелких городов.